# Mark Isham
Mark Ware Isham (* 7. September 1951 in New York City) ist ein US-amerikanischer Filmmusik-Komponist und Trompeter.

## Leben
Der Sohn einer Violinistin und eines Lehrers für Musik und Geschichte erlernte bereits in jungen Jahren das Spiel von klassischem Klavier, Violine und Trompete. Zuerst spielte er als Trompeter in Orchestern von Oakland und San Francisco und spielte danach in einigen Rock- und Jazzbands, so mit Paul Nash. Er profilierte sich zunächst als Trompeter und spielte auf Tourneen mit Joni Mitchell, Van Morrison, den Rolling Stones, David Sylvian, Bruce Springsteen, den Beach Boys, Lyle Lovett, Willie Nelson und Ziggy Marley.
Nach ersten Alben im Jazz-, später auch im Popbereich legte er 1983 für die Produktion Wenn die Wölfe heulen seine erste Filmmusik vor.
1991 erhielt er einen Grammy für seine Platte Mark Isham.
Mark Isham ist Anhänger von Scientology.

## Diskografie
- 1983: Vapor Drawings Windham Hill
- 1987: We Begin (with Art Lande)
- 1988: Castalia
- 1989: Tibet Windham Hill
- 1990: Mark Isham
- 1991: Songs My Children Taught Me Windham Hill
- 1995: Blue Sun
- 1998: Mark Isham: A Windham Hill Retrospective Windham Hill
- 1999: Miles Remembered: The Silent Way Project

### Gruppen – Alben
- 1976: Rubisa Patrol (mit Rubisa Patrol)
- 1978: Desert Marauders (mit Rubisa Patrol)
- 1980: Group 87 (mit Group 87)
- 1984: A Career In Dada Processing (mit Group 87)
- 1987: We Begin (mit Art Lande)

### Musik für Kinder (Alben)
- The Firebird
- The Boy Who Drew Cats
- The Emperor’s New Clothes
- The Emperor and The Nightingale
- Thumbelina
- The Steadfast Tin Soldier

Zudem ist er für die Partitur der Rekrutierungskampagne „Army Strong“ der United States Army verantwortlich, die mit der 29-köpfigen U.S. Army Field Band aufgenommen wurde.

## Filmografie (Auswahl)
- 1982: An Unsuitable Job for a Woman (Sax)
- 1983: Wenn die Wölfe heulen (Never Cry Wolf) (auch Sax)
- 1984: The Times of Harvey Milk
- 1984: Flucht zu dritt (Mrs. Soffel)
- 1985: Trouble in Mind
- 1986: Portraits of Anorexia
- 1986: Hitcher, der Highway Killer (The Hitcher)
- 1987: Made in Heaven (auch S)
- 1988: Tibet
- 1988: Bestie Krieg (The Beast of War)
- 1988: Wilde Jahre in Paris (The Moderns)
- 1990: Die Affäre der Sunny von B. (Reversal of Fortune)
- 1990: Die Liebe eines Detektivs (Love at Large, auch T)
- 1990: Everybody Wins
- 1991: Billy Bathgate
- 1991: Das Wunderkind Tate (Little Man Tate, auch T)
- 1991: Gefährliche Brandung (Point Break)
- 1991: Zwischen Liebe und Haß (Crooked Hearts)
- 1991: Tödliche Gedanken (Mortal Thoughts)
- 1992: Von Mäusen und Menschen (Of Mice and Men)
- 1992: Der Reporter (The Public Eye)
- 1992: Aus der Mitte entspringt ein Fluß (A River Runs Through It)
- 1992: Cool World
- 1992: Colors of Crime (Farben des Todes, Sketch Artist)
- 1992: Spezialeinheit IQ (A Midnight Clear)
- 1993: Hidden Hawaii
- 1993: Short Cuts
- 1993: Romeo Is Bleeding
- 1993: Made in America
- 1993: Feuer am Himmel (Fire in the Sky)
- 1993: Ohne Ausweg (Nowhere to Run)
- 1994: Safe Passage
- 1994: Nell
- 1994: Chicago Hope – Endstation Hoffnung (Chicago Hope, Fernsehserie)
- 1994: Timecop
- 1994: Quiz Show (auch MA)
- 1994: Mrs. Parker und ihr lasterhafter Kreis (Mrs. Parker and the Vicious Circle)
- 1994: Schrei in die Vergangenheit (The Browning Version)
- 1994: Däumeline (Thumbelina)
- 1994: Getaway (The Getaway)
- 1995: Familienfest und andere Schwierigkeiten (Home for the Holidays)
- 1995: Das Netz (The Net)
- 1995: Waterworld
- 1995: Die andere Mutter (Losing Isaiah)
- 1995: Miami Rhapsody (auch D)
- 1996: EZ Streets (Fernsehserie, auch MS)
- 1996: Amy und die Wildgänse (Fly Away Home)
- 1996: Der Untergang der Cosa Nostra (Gotti)
- 1996: Last Dance
- 1997: Nacht über Manhattan (Night Falls on Manhattan, auch MA)
- 1997: Indianersommer (The Education of Little Tree)
- 1997: The Defenders – Die Vergeltung (The Defenders: Payback)
- 1997: Ein ganz normaler Heiliger (Nothing Sacred, Fernsehserie)
- 1997: Michael Hayes (Fernsehserie)
- 1997: … denn zum Küssen sind sie da (Kiss the Girls)
- 1997: Liebesflüstern (Afterglow, auch MA)
- 1998: Free Money
- 1998: Die Defenders 2: Macht des Bösen (The Defenders: Choice of Evils)
- 1998: Defenders 3 – Gegen das Gesetz (The Defenders: Taking the First)
- 1998: Blade
- 1998: From the Earth to the Moon (Fernsehserie)
- 1998: The Gingerbread Man
- 1999: Galapagos: The Enchanted Voyage
- 1999: Body Shots
- 1999: Frauenpower (TVS)
- 1999: October Sky
- 1999: Breakfast of Champions – Frühstück für Helden (Breakfast of Champions)
- 1999: Varsity Blues
- 1999: Auf den ersten Blick (At First Sight)
- 2000: Was Frauen wollen (What Women Want)
- 2000: Men of Honor
- 2000: Trixie
- 2000: Ein heißer Coup (Where the Money Is, auch MuP)
- 2000: Rules – Sekunden der Entscheidung (Rules of Engagement, auch T)
- 2001: Character Building Inside ‘Life as a House’
- 2001: From the Ground Up
- 2001: The Majestic
- 2001: Holiday in the Sun
- 2001: The Making of ‘Life as a House’
- 2001: Sag’ kein Wort (Don’t Say a Word, auch MP)
- 2001: Hardball
- 2001: Das Haus am Meer (Life As A House, auch MP)
- 2001: Save the Last Dance
- 2001: Impostor (auch SP)
- 2002: Moonlight Mile
- 2003: Highwaymen
- 2003: The Hitcher – How Do These Movies Get Made?
- 2003: The Cooler – Alles auf Liebe (The Cooler)
- 2004: L.A. Crash (Crash, auch MA)
- 2004: Spartan
- 2004: Twisted – Der erste Verdacht (Twisted)
- 2004: Miracle – Das Wunder von Lake Placid (The Miracle)
- 2005: In den Schuhen meiner Schwester (In Her Shoes)
- 2005: Fußballfieber – Elfmeter für Daddy (Kicking & Screaming)
- 2005: Im Rennstall ist das Zebra los (Racing Stripes)
- 2006: The Black Dahlia
- 2006: Unbesiegbar – Der Traum seines Lebens (Invincible)
- 2006: Antarctica – Gefangen im Eis (Eight Below)
- 2006: Running Scared
- 2007: The Black Donnellys (Fernsehserie)
- 2007: Der Nebel (The Mist)
- 2007: Von Löwen und Lämmern (Lions for Lambs)
- 2007: Ein einziger Augenblick (Reservation Road)
- 2007: Im Tal von Elah (In the Valley of Elah)
- 2007: Next
- 2008: The Women – Von großen und kleinen Affären (The Women)
- 2008: Das Gesetz der Ehre (Pride and Glory)
- 2008: Die Bienenhüterin (The Secret Life of Bees)
- 2008: The Express
- 2009: My One and Only
- 2009: Bad Lieutenant – Cop ohne Gewissen (The Bad Lieutenant: Port of Call New Orleans)
- 2009: Fame
- 2009: Not Forgotten – Du sollst nicht vergessen (Not Forgotten)
- 2010: Die Lincoln Verschwörung (The Conspirator)
- 2011: The Mechanic
- 2011: Mein Freund, der Delfin (Dolphin Tale)
- 2011: Warrior
- 2011–2018: Once Upon a Time – Es war einmal … (Once Upon a Time, Fernsehserie, 147 Folgen)
- 2012: The Lucky One – Für immer der Deine (The Lucky One)
- 2012: Stolen
- 2012: The Factory
- 2013: 42 – Die wahre Geschichte einer Sportlegende (42)
- 2013: Homefront
- 2013: Mob City (Fernsehserie)
- 2013–2014: Once Upon a Time in Wonderland (Fernsehserie)
- 2015–2016: American Crime (Fernsehserie)
- 2016: Mr. Church
- 2016: Mechanic: Resurrection
- 2016: The Accountant
- 2016: Fallen – Engelsnacht (Fallen)
- 2017: Sergeant Rex – Nicht ohne meinen Hund (Megan Leavey)
- 2017: Dirty Dancing (Fernsehfilm)
- 2018–2019: Marvel’s Cloak & Dagger (Fernsehserie)
- 2019: Bolden
- 2019: Bailey – Ein Hund kehrt zurück (A Dog’s Journey)
- 2019: Togo
- 2020: Kleine Feuer überall (Little Fires Everywhere, Miniserie)
- 2020: Bill & Ted retten das Universum (Bill & Ted Face the Music)
- 2020: Honest Thief
- 2021: Judas and the Black Messiah
- 2021: Sex/Life (Fernsehserie)
- 2021: Needle in a Timestack
- 2022: Blacklight
- 2022: Massive Talent (The Unbearable Weight of Massive Talent)
- seit 2022: The Cleaning Lady (Fernsehserie)
- 2023: Shooting Stars

Legende
MA = Musikarrangeur; MP = Musikprogrammierer; SP = Score Produzent; MuP = Musikproduzent; D = Dirigent; T = Trompeter; MS = Musik Supervisor; Sax = Saxophon; S = Schauspieler

## Preise (Auswahl)
- 1993: Oscar-Nominierung für die beste Filmmusik für den Film Aus der Mitte entspringt ein Fluss.
- 1999 und 2000: ASCAP AWARDs für Frauenpower und Blade.